# Kup maršala Tita 1976./77.
Kup maršala Tita 1976./77., također poznat kao Kup Jugoslavije u nogometu 1976./77., bila je dvadeset i deveta sezona Kupa Jugoslavije u nogometu nakon Drugog svjetskog rata.

U natjecanju je sudjelovalo tisuće timova: iz republičkih kupova plasirao se 14 momčadi koje su se pridružile 18 prvoligaškim klubovima u nacionalnom kupu kojim upravlja FSJ. Započeo je 13. listopada 1976., a završio 24. svibnja 1977.
Trofej je osvojio splitski Hajduk (njihov peti uzastopni uspjeh), svladavši u finalu Budućnost iz Titograda. Splićanima je to bio šesti naslov u ovom natjecanju.

Zahvaljujući uspjehu, Hajduk je ostvario plasman u Kup pobjednika kupova 1977./78.

## Sudionici
18 sudionika Prve savezne lige 1975./76. kvalificiralo se direktno. Ostalih 14 ekipa (u žutom) plasirale su se kroz republičke kupove.
| rang    | Slovenija            | Hrvatska                                         | Bosna i Hercegovina                                                                       | Srbija                        | Srbija                                                                      | Srbija   | Crna Gora      | Makedonija                       |
| rang    | Slovenija            | Hrvatska                                         | Bosna i Hercegovina                                                                       | Vojvodina                     | Središnja Srbija                                                            | Kosovo   | Crna Gora      | Makedonija                       |
| ------- | -------------------- | ------------------------------------------------ | ----------------------------------------------------------------------------------------- | ----------------------------- | --------------------------------------------------------------------------- | -------- | -------------- | -------------------------------- |
| 1. rang | - Olimpija Ljubljana | - Dinamo Zagreb - Hajduk Split - Rijeka - Zagreb | - Borac Banja Luka - Čelik Zenica - Sarajevo - Sloboda Tuzla - Velež Mostar - Željezničar | - Vojvodina                   | - OFK Beograd - Crvena zvezda - Napredak Kruševac - Partizan - Radnički Niš |          | - Budućnost    |                                  |
| 2. rang | - Mercator Ljubljana | - Dinamo Vinkovci                                |                                                                                           | - Novi Sad - Spartak Subotica | - Rad Beograd - Radnički Kragujevac - Radnički Pirot                        | - Trepča |                | - Pobeda Prilep - Vardar Skoplje |
| 3. rang |                      | - Istra                                          | - Rudar Kakanj - Sloga Doboj                                                              |                               |                                                                             |          | - OFK Titograd |                                  |

## Šesnaestina završnice
Utakmice odigrane 13. listopada 1976.
| Domaći sastav           |   | Gostujući sastav            | Rezultat    | Strijelci                                                                                    |
| ----------------------- | - | --------------------------- | ----------- | -------------------------------------------------------------------------------------------- |
| Hajduk (Split)          | – | Čelik (Zenica)              | 1:0         | Žungul                                                                                       |
| Borac (Banja Luka)      | – | Dinamo (Zagreb)             | 5:1         | 1:0 Ćulafić, 2:0 Kovačević (pen), 3:0 Ćulafić, 4:0 Kovačević, 4:1 Bogdan, 5:1 Kreso          |
| Vardar (Skoplje)        | – | Velež (Mostar)              | 1:0         | Micevski                                                                                     |
| Vojvodina (Novi Sad)    | – | Olimpija (Ljubljana)        | 2:0         | 1:0 Nikezić, 2:0 Vučković                                                                    |
| Istra (Pula)            | – | RFK Novi Sad (Novi Sad)     | 2:3         | 1:0 Ostović, 1:1 Šimek, 1:2 S. Jovanović, 2:2 Ostović, 2:3 Šimek                             |
| NK Rijeka (Rijeka)      | – | Napredak (Kruševac)         | 1:0         | Filipović                                                                                    |
| Dinamo (Vinkovci)       | – | Trepča (Kosovska Mitrovica) | 2:1         | 0:1 Savović, 1:1 Škrinjar, 2:1 Šesto                                                         |
| Radnički (Pirot)        | – | Radnički (Kragujevac)       | 2:1 (prod.) | 1:0 Krstić, 1:1 M. Panić, 2:1 Pavlović                                                       |
| Pobeda (Prilep)         | – | Budućnost (Titograd)        | 1:3         | 1:0 Trajkovski, 1:1 Vujović, 1:2 Martinović, 1:3 Vujović                                     |
| Rudar (Kakanj)          | – | Merkator (Ljubljana)        | 4:1         | 1:0 Subotić, 2:0 Marković, 3:0 Marković, 3:1 Glišić, 4:1 Bektašević                          |
| FK Sarajevo (Sarajevo)  | – | Crvena zvezda (Beograd)     | 2:1         | 1:0 Sušić, 1:1 Lukić, 2:1 Repčić                                                             |
| Partizan (Beograd)      | – | Željezničar (Sarajevo)      | 1:0         | Grubješić                                                                                    |
| Sloga (Doboj)           | – | Radnički (Niš)              | 1:2         | 0:1 Stojiljković, 1:1 Đulbić (pen), 1:2 Halilović                                            |
| Spartak (Subotica)      | – | Rad (Beograd)               | 2:5         | 0:1 Jović, 1:1 Živaljević, 1:2 Jović, 1:3 Jović, 1:4 Jović (pen), 1:5 Spasić, 2:5 Živaljević |
| OFK Titograd (Titograd) | – | Sloboda (Tuzla)             | 0:2         | 0:1 Geca, 0:2 Geca                                                                           |
| NK Zagreb (Zagreb)      | – | OFK Beograd (Beograd)       | 6:1         | 1:0 Kovačić, 1:1 Santrač, 2:1 Rukljač, 3:1 Kovačić, 4:1 Šetka, 5:1 Markulin, 6:1 Bakota      |

## Osmina završnice
Utakmice odigrane 1. prosinca 1976.
| Domaći sastav           |   | Gostujući sastav     | Rezultat       | Strijelci |
| ----------------------- | - | -------------------- | -------------- | --- |
| Borac (Banja Luka)      | – | Hajduk (Split)       | 1:1 (3:4 pen.) | 0:1 Žungul, 1:1 Ibrahimbegović                                                                               |
| Vardar (Skoplje)        | – | Vojvodina (Novi Sad) | 5:3            | 1:0 Uzunov, 1:1 Vujkov, 2:1 Rajčevski, 2:2 Stakić, 2:3 Vučković, 3:3 Rajčevski, 4:3 Šujica, 5:3 V. Spasovski |
| RFK Novi Sad (Novi Sad) | – | NK Rijeka (Rijeka)   | 1:0            | Pirmajer |
| Dinamo (Vinkovci)       | – | Radnički (Pirot)     | 3:2            | 1:0 J. Živaljić, 1:1 Raičević, 2:1 Mehmedalić, 3:1 Mehmedalić, 3:2 Krstić                                    |
| Budućnost (Titograd)    | – | Rudar (Kakanj)       | 1:0            | Vujović |
| FK Sarajevo (Sarajevo)  | – | Partizan (Beograd)   | 3:0            | 1:0 Dupovac, 2:0 Simić, 3:0 Sušić                                                                            |
| Rad (Beograd)           | – | Radnički (Niš)       | 1:2            | 1:0 Kusurović, 1:1 Z. Mitić, 1:2 Andrejević                                                                  |
| Sloboda (Tuzla)         | – | NK Zagreb (Zagreb)   | 4:2            | 1:0 Hukić (pen), 2:0 Mulahasanović, 2:1 Čerček, 3:1 Tucak (autogol), 3:2 Kovačić, 4:2 Geca                   |

## Četvrtzavršnica
Utakmice odigrane 27. veljače 1977.
| Domaći sastav           |   | Gostujući sastav       | Rezultat       | Strijelci                                                                 |
| ----------------------- | - | ---------------------- | -------------- | ------------------------------------------------------------------------- |
| Hajduk (Split)          | – | Vardar (Skoplje)       | 1:1 (6:5 pen.) | 1:0 Luketin (pen), 1:1 B. Nikolić                                         |
| RFK Novi Sad (Novi Sad) | – | Dinamo (Vinkovci)      | 1:1 (4:1 pen.) | 1:0 Stanojević, 1:1 Smolčić                                               |
| Budućnost (Titograd)    | – | FK Sarajevo (Sarajevo) | 3:2 (prod.)    | 1:0 R. Bošković, 1:1 Sušić, 2:1 Martinović, 2:2 Dupovac, 3:2 A. Miročević |
| Radnički (Niš)          | – | Sloboda (Tuzla)        | 2:1            | 0:1 Kovačević, 1:1 Vojinović, 2:1 Vojinović                               |

## Poluzavršnica
Utakmice odigrane 13. travnja 1977.
| Domaći sastav  |   | Gostujući sastav        | Rezultat       | Strijelci                                 |
| -------------- | - | ----------------------- | -------------- | ----------------------------------------- |
| Hajduk (Split) | – | RFK Novi Sad (Novi Sad) | 2:0            | 1:0 Rožić, 2:0 B. Đorđević                |
| Radnički (Niš) | – | Budućnost (Titograd)    | 1:1 (4:5 pen.) | 1:0 Milošević (autogol), 1:1 A. Miročević |

## Završnica

### Susret
| 24. svibnja 1977.        |             |           |                                                                                        |
| Hajduk Split             | 2:0 (prod.) | Budućnost | Stadion Crvena zvezda, Beograd Broj gledatelja: 60.000 Sudac: Vlado Tauzes (Ljubljana) |
| Luketin 100' Žungul 114' | (izvještaj) |           | Stadion Crvena zvezda, Beograd Broj gledatelja: 60.000 Sudac: Vlado Tauzes (Ljubljana) |

| Hajduk | Budućnost |

|                |    |                 |        |
|                |    |                 |        |
| G              | 1  | Ivan Katalinić  |        |
| V              | 2  | Marin Kurtela   | Izašao |
| B              | 3  | Vedran Rožić    |        |
| B              | 4  | Šime Luketin    |        |
| B              | 5  | Luka Peruzović  |        |
| B              | 6  | Mario Boljat    |        |
| N              | 7  | Slaviša Žungul  |        |
| V              | 8  | Dražen Mužinić  |        |
| N              | 9  | Boriša Đorđević |        |
| N              | 10 | Davor Čop       | Izašao |
| V              | 11 | Ivica Šurjak    |        |
| Izmjene:       |    |                 |        |
| B              | ?  | Zoran Vujović   | Ušao   |
| B              | ?  | Ivica Kalinić   |        |
| N              | ?  | Zlatko Vujović  | Ušao   |
| Trener:        |    |                 |        |
| Josip Duvančić |    |                 |        |

|             |  |                    |        |
|             |  |                    |        |
| G           |  | Momčilo Vujačić    |        |
|             |  | Nikola Janković    |        |
|             |  | Rajko Folić        | Izašao |
|             |  | Janko Miročević    |        |
|             |  | Vojislav Vukčević  |        |
|             |  | Čedomir Milošević  |        |
|             |  | Dragomir Kovačević | Izašao |
|             |  | Radovan Bošković   |        |
|             |  | Mojaš Radonjić     |        |
|             |  | Ante Miročević     |        |
|             |  | Petar Ljumović     |        |
| Izmjene:    |  |                    |        |
|             |  | Momčilo Božović    | Ušao   |
|             |  | Dragan Vujović     | Ušao   |
| Trener:     |  |                    |        |
| Marko Valok |  |                    |        |

## Poveznice
- Prva savezna liga 1976./77.
- Druga savezna liga 1976./77.
- 3. ligaški rang 1976./77.

## Vanjske poveznice
- Hajdukov peti uzastopni trijumf u kupu
- RSSSF
- Jugoslavija - Detalji finala Kupa 1947.-2001
- exyufudbal.in.rs
- lavkup.com
- bihsoccer.com